# Italiensk Wikipedia
Italiensk Wikipedia (italiensk: Wikipedia in italiano,  dansk: den italiensksprogede Wikipedia) er den italiensksprogede  version af det verdensomspændende encyklopædi-projekt Wikipedia. Den italiensksprogede Wikipedia blev lanceret 11. maj 2001 og nåede 849.000 artikler i 2011. Målgruppen er primært indbyggerne i Italien, Schweiz og tidligere italienske kolonier, foruden italienskkyndige i resten af verden. I november 2016 er den italiensksprogede wikipedia den ottendestørste udgave af Wikipedia.
Pr. onsdag den 26. marts 2025 har den italiansksprogede Wikipedia 1.910.008 artikler, 8.115 aktive bidragydere og 117 administratorer.

## Den italienske Wikipedia-strejke
Den italienske Wikipedia-strejke varede fra den 4. til den 6. oktober 2011 og var en protest mod et lovforslag i det italienske parlament. Lovforslaget i sin oprindelige udgave forpligter websider, herunder Wikipedia, til inden 48 timer at bringe en berigtigelse, hvis en person føler at indholdet er skadende for vedkommendes omdømme. Strejken skete især på baggrund af at vurderingen af hvorvidt indholdet er skadeligt alene ligger hos den biograferede; ingen uvildig instans skal bedømme anken, hvilket kan opfattes som en mulighed for at udøve censur; tilsvarende, hvis Wikipedia fortsat skrives efter sine principper om neutral uafhængighed, vil lovforslaget i sidste ende kunne betyde juridiske konsekvenser for italienske brugere.
Brugerne på den italienske Wikipedia besluttede at lukke for adgangen til alle dens sider og erstatte dem med en forklarende tekst på ti forskellige sprog. Protesten fik efterfølgende international medieomtale.